# Nowa Wieś (powiat międzyrzecki)
Nowa Wieś (pol. hist. Ponikwa , niem. Neudorf) – wieś w Polsce położona w województwie lubuskim, w powiecie międzyrzeckim, w gminie Bledzew.

## Historia
Miejscowość pierwotnie związana była z Wielkopolską. Ma metrykę średniowieczną i istnieje co najmniej od XIII wieku. Po raz pierwszy wymieniana w dokumencie z 1293 jako „Ponikva”, 1309 „Ponicfa, que Nova villa nuncupatur”, 1500 „Neuwendorff”, 1508 „Naydorf”, 1510 „Novavilla”, 1563 „Newdorf”, 1580 „Nowawies”, w XVII wieku „Nowawies sive Mascoue”, 1944 „Neudorf” .
Nowa Wieś nazywała się początkowo „Ponikwą” od nazwy rzeczki, nad którą leżała. Według historyków miejscowość ta założona została na terenie 500 lub 50 łanów położonych nad Ponikwą koło gaju zwanego Sokola Dąbrowa. W 1239 grunt nadany został przez księcia wielkopolskiego Władysława Odonica cystersom z Dobrego Ługu na Łużycach, którzy później przenieśli się stamtąd do Bledzewa gdzie założyli opactwo. Nowa Wieś prawdopodobnie wchłonęła także inną zaginioną wieś „Maszkowo” .
Miejscowość była wsią duchowną czyli należącą do kleru. W 1309 biskup poznański Andrzej nadał Konradowi opatowi zakonu oraz cystersom w Zemsku dziesięcinę z należącej już do nich wsi Ponikwa, której nazwa zapisana została wówczas w dokumencie po łacienie pod dwiema nazwami - "Ponikva" oraz "Nova villa". W 1460 król polski Kazimierz IV Jagiellończyk ustalił wymiar ciężarów i robocizn należnych ze wsi klasztornych w tym m.in. z Nowej Wsi zamkowi w Międzyrzeczu .
W 1508 odnotowano pobór od 3 łanów (w tym jednego łana po pożarze) oraz od karczmy. W 1509 miał miejsce pobór od 3 łanów, od jednego łana sołtysiego oraz od karczmy. W 1565 wieś należąca do opata bledzewskiego zobowiązana była do danin na rzecz zamku w Międzyrzeczu będącego siedzibą starostwa. Z 12 śladów wieś oddawała do niego 40 groszy i 9 denarów wieprzowego, a oprócz tego każdy płacił również w naturze ćwiertnię żyta, 1,5 ćwiertni owsa, kurę, 8 jaj. Każdy zobowiązany był do zwózki 4 wozów drewna rocznie oraz przez cały dzień miał zwozić mierzwę, przez 2 dni zboże, a wszyscy razem mieli skosić łąkę w Murzynowie koło Skwierzyny i zwieźć zżęte siano do zamku. Sołtys był zwolniony z tych obciążeń i nie płacił tych podatków. Cały dochód starostwa międzyrzeckiego z tych świadczeń wynosił ze wsi w sumie 17 złotych, 3 grosze i 15 denarów. W 1580 według regestrów poborowych powiatu poznańskiego miejscowość była własnością opata w Bledzewie, miała 9 łanów, 12 zagrodników, jednego osadnika, dwóch rzemieślników oraz jednego pasterza wypasającego 27 owiec  .

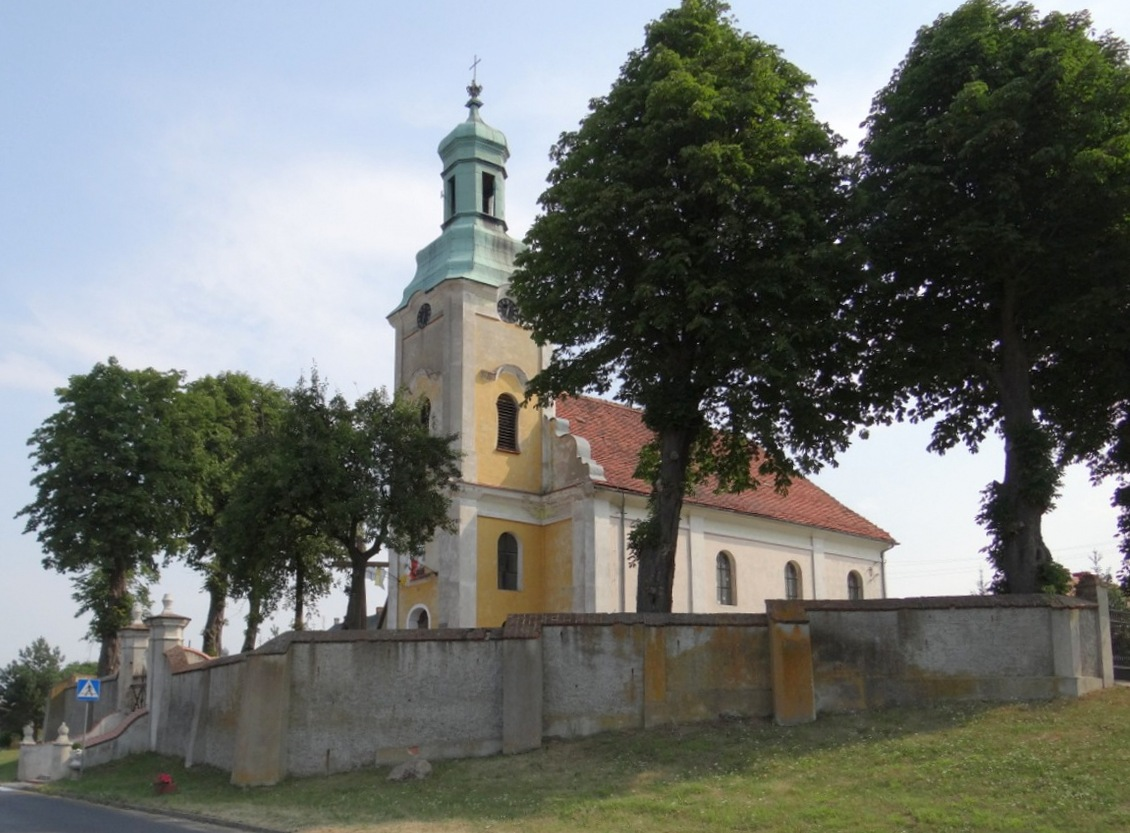
Kościół św. Anny z 1760 r.

Pod koniec XVI wieku była własnością opata cystersów w Bledzewie i  leżała w powiecie poznańskim województwa poznańskiego w Rzeczypospolitej Obojga Narodów.
W okresie Wielkiego Księstwa Poznańskiego (1815-1848) miejscowość należała do wsi większych w ówczesnym pruskim powiecie Międzyrzecz w rejencji poznańskiej. Nowa Wieś należała do okręgu starodworskiego tego powiatu i stanowiła odrębny majątek, którego właścicielem był wówczas F. Ksawery Alkiewicz. Według spisu urzędowego z 1837 roku wieś liczyła 410 mieszkańców, którzy zamieszkiwali 49 dymów (domostw). Wzmiankowana była wówczas także Nowa wieś młyn (1 dom, 5 osób) .
Jako wieś siedzibę gminy leżącą w powiecie międzychodzkim miejscowość odnotowana została przez Słownik geograficzny Królestwa Polskiego pod nazwą "Nowawieś". Liczyła ona 53 domy, zamieszkane przez 484 mieszkańców w tym 47 ewangelików i 437 katolików. We wsi znajdował się młyn oraz folwark mający 588 morg obszaru .
W latach 1975–1998 miejscowość należała administracyjnie do województwa gorzowskiego.

## Zabytki
Do wojewódzkiego rejestru zabytków wpisane są:
- kościół filialny pod wezwaniem św. Anny, z 1760 roku, odpust 26 VII[10]
- zespół pałacowy, z XIX wieku:
  - pałac z XIX wieku
  - park
  - ogrodzenie murowane.